# Kaap Schmidt
Kaap Schmidt (Russisch: мыс Шмидта; Mys Sjmidta), tot 1934 Noordelijke Kaap of Noordkaap (мыс Северный; mys Severny; van het Britse Cape North; Kap Nord) genoemd, is een kaap op de noordkust van de Russische autonome okroeg Tsjoekotka, gelegen tussen Kaap Jakan in het westen en Kaap Vankarem in het oosten. De kaap vormt het noordpunt van een klein schiereiland tussen de Boechta Vostotsjnaja (oostbocht) in het zuidoosten en de Boechta Severnaja (noordbocht) in het noordwesten. Ten noordwesten van de Boechta Severnaja bevindt zich de Kozjevnikovrots (Kaap Kozjevnikov), waar aan andere zijde de Boechta Zapadnaja (westbocht) ligt.
Ten zuidoosten van de kaap ligt de plaats Mys Sjmidta en ten westen het plaatsje Ryrkajpi. In de bevroren bodem van de Boechta Severnaja bevinden zich overblijfselen van een duizenden jaren oude nederzetting van zeejagers. Aan de westkust van de rots Kozjevnikov zijn overblijfselen van kuilwoningen. Op het hoogste punt van de rots Kozjevnikov bevond zich een Tsjoektsjisch fort, waar de jagers zich konden verschansen bij vijandelijke aanvallen.
De oude naam van de kaap werd in 1778 gegeven door de Britse zeevaarder James Cook tijdens zijn reis door de Beringstraat en de Tsjoektsjenzee waarmee hij aantoonde dat Rusland en Alaska van elkaar gescheiden waren en waarmee een impuls werd gegeven voor meer Russische ontdekkingstochten in het Verre Oosten. Cook trof er een Tsjoektsjennederzetting aan. In 1791 tekende de Britse zeevaarder Joseph Billings deze plaats (Ryrkajpi) in op de kaart. In 1823 gaf Ferdinand von Wrangel de rots ten noorden van de kaap de dubbele naam 'Ryrkajpi - Severny'. In 1911 vernoemde geoloog I. Tolmatsjov de rots ten noorden van de kaap naar zijn collega topograaf M. Kozjevnikov en de uitstekende rots ten zuidoosten van de kaap Veberrots naar zijn collega geodeet E. Veber. In 1934 kreeg de kaap haar huidige naam na de reddingsactie van het stoomschip Tsjeljoeskin door Otto Schmidt.